# As-Sahifa us-Sajjadiyya
As-Sahifa us-Sajjadiyya, auch Al-Sahifa al-Sajjadiyya (arabisch الصحيفة السجادية, DMG aṣ-Ṣaḥīfa as-Saǧǧādīya ‚Die Blätter der Niederwerfung‘) beinhaltet Bittgebete, die Alī ibn Husain Zain al-ʿĀbidīn, dem 4. Imam der Schiiten, zugeschrieben werden. Nach der Überlieferung soll das Buch, in dem es um die Beziehung zwischen Mensch und Gott geht, nach der Schlacht von Karbala entstanden sein.

## Namen
Die Sammlung wurde auch Ucht al-Qur'an (die Schwester des Korans), Indschil Ahl al-bayt (das Evangelium der Ahl al-bayt), Zabur Al Muhammad (die Psalmen der Familie Muhammads) und as-Sahifa al-kamila (die vollständigen Blätter) genannt.

## Inhalt
As-Sahifa us-Sajjadiyya enthält nicht nur Bittgebete an Gott; vielmehr handelt es sich um eine Sammlung islamischer Weisheiten und Lehren, in denen ideologische, kulturelle, soziale, politische und einige natürliche Regeln und religiöse Entscheidungen in Form von Bittgebeten niedergeschrieben worden sind.
Für die Verbindung mit Gott werden einige Bittgebete in Bezug auf verschiedene Zeiten und Situationen erwähnt, einige werden einmal im Jahr rezitiert, andere werden monatlich, wöchentlich oder täglich rezitiert.
Das Buch beinhaltet um die 54 Bittgebete.
1. Die Dankpreisung Allahs

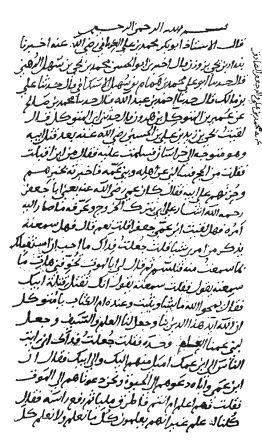
Manuskriptseite aus As-Sahifa us-Sajjadiyya

2. Eines seiner Segensbittgebete nach dieser Lobpreisung für den Gottesgesandten und seine heilige Familie
3. Eines seiner Segensbittgebete für die Träger des Thrones und für jeden nahestehenden Engel
4. Eines seiner Bittgebete für die Segnung der Gefolgsleute der Gottesgesandten und diejenigen, die ihnen geglaubt haben
5. Eines seiner Bittgebete für sich und für die Leute, die ihn befolgen
6. Eines seiner Bittgebete am Morgen und am Abend
7. Eines seiner Bittgebete bei Sorgen, Krisen oder Unheil
8. Eines seiner Bittgebete zum Schutzersuchen vor Unschönem, schlechtem Benehmen und niederträchtigen Handlungen
9. Eines seiner Bittgebete für die Sehnsucht zur Vergebungsbitte an Allah dem Erhabenen
10. Eines seiner Bittgebete über Zuflucht suchen bei Allah, dem Erhabenen
11. Eines seiner Bittgebete für den Abschluss mit Gutem
12. Eines seiner Bittgebete zum Eingeständnis (von Sünden) und Bitte um Reue vor Allah dem Erhabenen
13. Eines seiner Bittgebete zu Allah, dem Erhabenen, für Anliegen
14. Eines seiner Bittgebete, wenn jemand ihm gegenüber feindlich war oder wenn er vom Unterdrücker etwas erfahren hat, was ihm missfiel
15. Eines seiner Bittgebete bei Krankheit, bei Unheil oder bei einer Krise
16. Eines seiner Bittgebete zum Erbitten von Vergebung und Anflehen um Verzeihung seiner Fehler
17. Eines seiner Bittgebete, falls der Teufel erwähnt wurde, so dass er dann Schutz vor ihm, seiner Feindschaft und Intrigen sucht
18. Eines seiner Bittgebete, wenn er geschützt blieb vor einer Sache, die er vermied oder wenn er etwas, das er wollte, schnell bekommen hat
19. Eines seiner Bittgebete für Bitten um Regen nach einer Dürre
20. Eines seiner Bittgebete über höchste Moral und gute Taten
21. Eines seiner Bittgebete, wenn er wegen einer Sache traurig wurde und wegen Fehlern Sorgen hatte
22. Eines seiner Bittgebete in harten Zeiten, bei Mühsal und bei Erschwernissen
23. Eines seiner Bittgebete, wenn er Allah um Unversehrtheit und den Dank dafür gebeten hat
24. Eines seiner Bittgebete für seine Eltern
25. Eines seiner Bittgebeten für seine Kinder
26. Eines seiner Bittgebete für seine Nachbarn und seine Anhänger, wenn er sie erwähnte
27. Eines seiner Bittgebete für die Grenzwächter
28. Eines seiner Bittgebete zum Zuflucht suchen bei Allah, dem Erhabenen
29. Eines seiner Bittgebete bei Versorgungsknappheit
30. Eines seiner Bittgebete zur Hilfe bei der Begleichung von Schuld(en)
31. Eines seiner Bittgebete zum Flehen um Reue
32. Eines seiner Bittgebete für sich nach der Vollendung des Nachtgebets zum Eingestehen der Sünden
33. Eines seiner Bittgebete zum Wählen des Guten
34. Eines seiner Bittgebete, wenn er geprüft wurde oder einen mit der Bloßstellung von Sünde Geprüften sah
35. Eines seiner Bittgebete für Zufriedenheit, wenn er die Leute des Weltlichen ansah
36. Eines seiner Bittgebete, beim Ansehen der Wolken und Hören des Donners
37. Eines seiner Bittgebete zum Eingeständnis von Nachlässigkeit beim Erweisen von Dank
38. Eines seiner Bittgebete bei der Entschuldigung für die Fehler bei den Gottesdienern, für die Nachlässigkeit bei ihren Rechten und um die Befreiung aus dem Feuer
39. Eines seiner Bittgebete für die Bitte um Verzeihung und Gnade
40. Eines seiner Bittgebete, falls er erfahren würde, dass jemand gestorben ist oder falls der Tod erwähnt wurde
41. Eines seiner Bittgebete für Bedeckung und Schutz
42. Eines seiner Bittgebete, wenn er den Qur´an zu Ende gelesen hat
43. Eines seiner Bittgebete, wenn er die Mondsichel gesehen hat
44. Eines seiner Bittgebete, wenn der Monat Ramadan eingetroffen ist
45. Eines seiner Bittgebete bei der Verabschiedung des Monats Ramadan
46. Eines seiner Bittgebete am Tag des Fitr-Festes, wenn er sein Ritualgebet beendete und sich Richtung Qibla wandte, und an Freitagen
47. Eines seiner Bittgebete am Tage von Arafat
48. Eines seiner Bittgebete am Opferfesttag und am Freitag
49. Eines seiner Bittgebete für das Abwehren der Verschwörung der Feinde und das Abwenden ihrer Stärke
50. Eines seiner Bittgebete über die Furcht
51. Eines seiner Bittgebete für Anflehen und Ergebenheit
52. Eines seiner Bittgebete für dringendes Flehen zu Allah, dem Erhabenen
53. Eines seiner Bittgebete, in dem er sich Allah, dem Mächtigen und Erhabenen, unterwirft
54. Eines seiner Bittgebete für die Befreiung von Sorgen

## Textausgaben
- Zayn al-'Abidin: The Psalms of Islam (As-sahifa Al-kamilah Al-sajjadiyya). Translation William C. Chittick. With a Foreword by Syed Husain M. Jafri. Herausgeber: The Muhammadi Trust of Great Britain and Northern Ireland. London 1988. (Annotated translation.)